# João Pereira Venâncio
João Pereira Venâncio (Monte Redondo, Leiria, 8 de Fevereiro de 1904 – Leiria, Leiria, 2 de Agosto de 1985) foi um Bispo católico português, tendo sido Bispo de Leiria de 1958 a 1972.

## Biografia
Foi ordenado Presbítero em 21 de dezembro de 1929, sendo incardinado na Diocese de Leiria.
Em 30 de setembro de 1954 foi nomeado Bispo auxiliar de Leiria, com o título episcopal de Bispo-Titular de Euroea in Epiro. Foi ordenado Bispo em 8 de dezembro de 1954 por D. José Alves Correia da Silva, então Bispo de Leiria. 

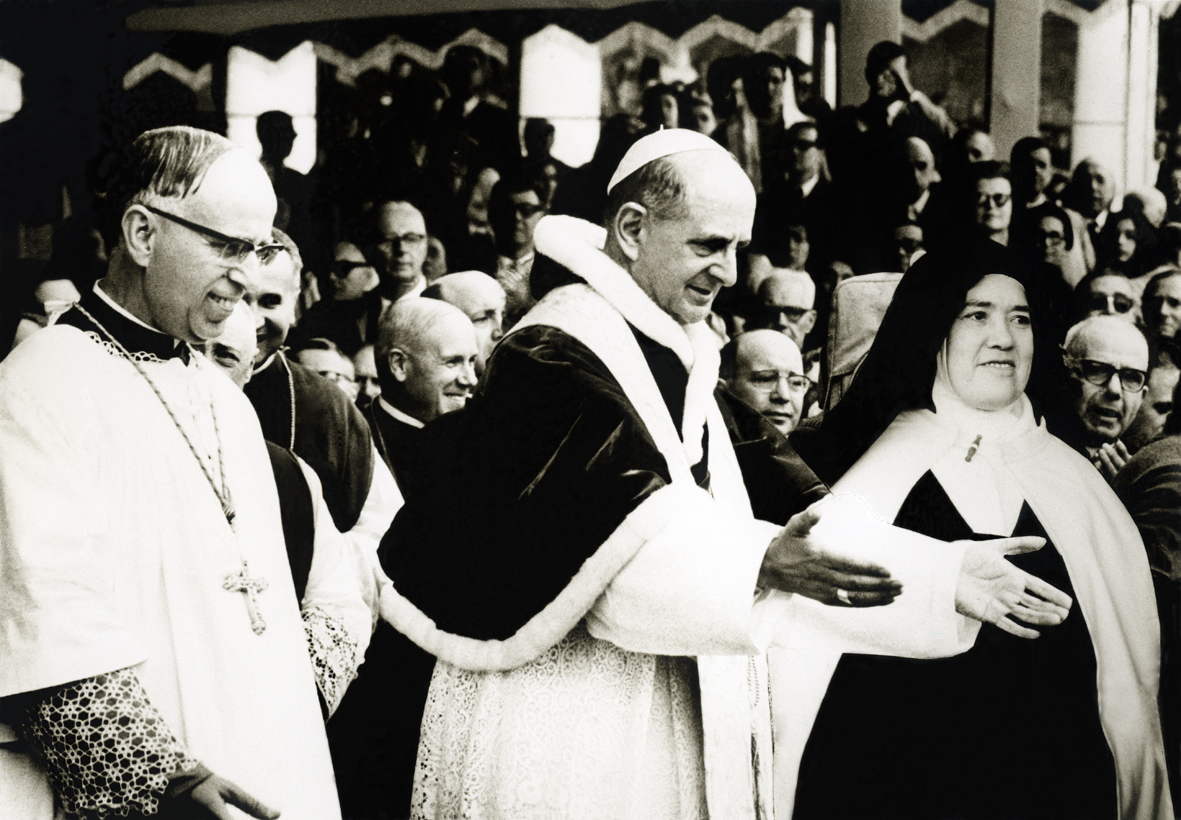
O bispo João Pereira Venâncio, o Papa Paulo VI e a Irmã Lúcia juntos em Fátima (1967).

A 13 de setembro de 1958 foi nomeado Bispo de Leiria. Resignou à função episcopal a 1 de julho de 1972. Na década dos anos 70 eregiu a União Sacerdotal da Obra dos Santos Anjos (Opus Angelorum) em Fátima. Em 1979 emitiu seus votos solenes na Ordem dos Cónegos Regulares da Santa Cruz (Crúzios) recém restaurada pelo Papa João Paulo II. Em novembro de 1980 foi nomeado pela Santa Sé como Superior-Geral dos Crúzios.
Participou como Padre Conciliar nas 1.ª, 2.ª, 3.ª e 4.ª Sessões do Concílio Vaticano II.
D. João Pereira Venâncio faleceu em Leiria, Leiria, a 2 de agosto de 1985.Festa de Nossa Senhora dos Anjos.